# Antoinette de Merode
Pour les articles homonymes, voir Antoinette et Mérode.
Titre
Princesse consort de Monaco
20 juin 1856 – 10 février 1864
(7 ans, 7 mois et 21 jours)
La comtesse Antoinette de Merode (née le 28 septembre 1828 à Bruxelles et morte le 10 février 1864 à Monaco) est une princesse monégasque.

## Biographie
Antoinette de Merode est la fille de Werner, comte de Merode-Westerloo (1797-1840) et de Victoire, comtesse de Spangen-d'Uyternesse (1797-1845).

### Mariage
Elle se maria le 28 septembre 1846 avec le prince Charles III de Monaco (1818-1889), dont elle eut le prince Albert Ier de Monaco (1848-1922). Le même jour, sa sœur Louise de Mérode-Westerloo épouse le prince Emanuele dal Pozzo della Cisterna et sera la mère de l'éphémère reine d'Espagne Maria Vittoria dal Pozzo.
Grâce à sa dot confortable, le prince Charles III a pu financer les travaux de Monte-Carlo en vue d'attirer les touristes à Monaco. La princesse fit également l'acquisition du château de Marchais (Aisne), entouré d'un vaste domaine, qui lui rappelait son pays natal. Ce château qui est aujourd'hui une très vaste exploitation agricole appartient toujours à la famille princière de Monaco.

### Archives
- Turin, Palazzo Cisterna, lettres de Louise de Merode à sa sœur Antoinette[2].